# ハンギョレ
ハンギョレ（韓: 한겨레、中: 韓民族日報）は、韓国の日刊新聞である。1987年6月の民主化宣言直後の9月に発刊準備委員会が構成され、翌1988年5月に創刊された。当初の題字は「ハンギョレ新聞」（한겨레신문）であったが、1996年10月に題字を「ハンギョレ」に変更した（ただし、日本語版WEBサイトでは「ハンギョレ新聞」の表記を残している）。「ハンギョレ」とは「一つの民族」あるいは「一つの同胞」という意味。

## 概説

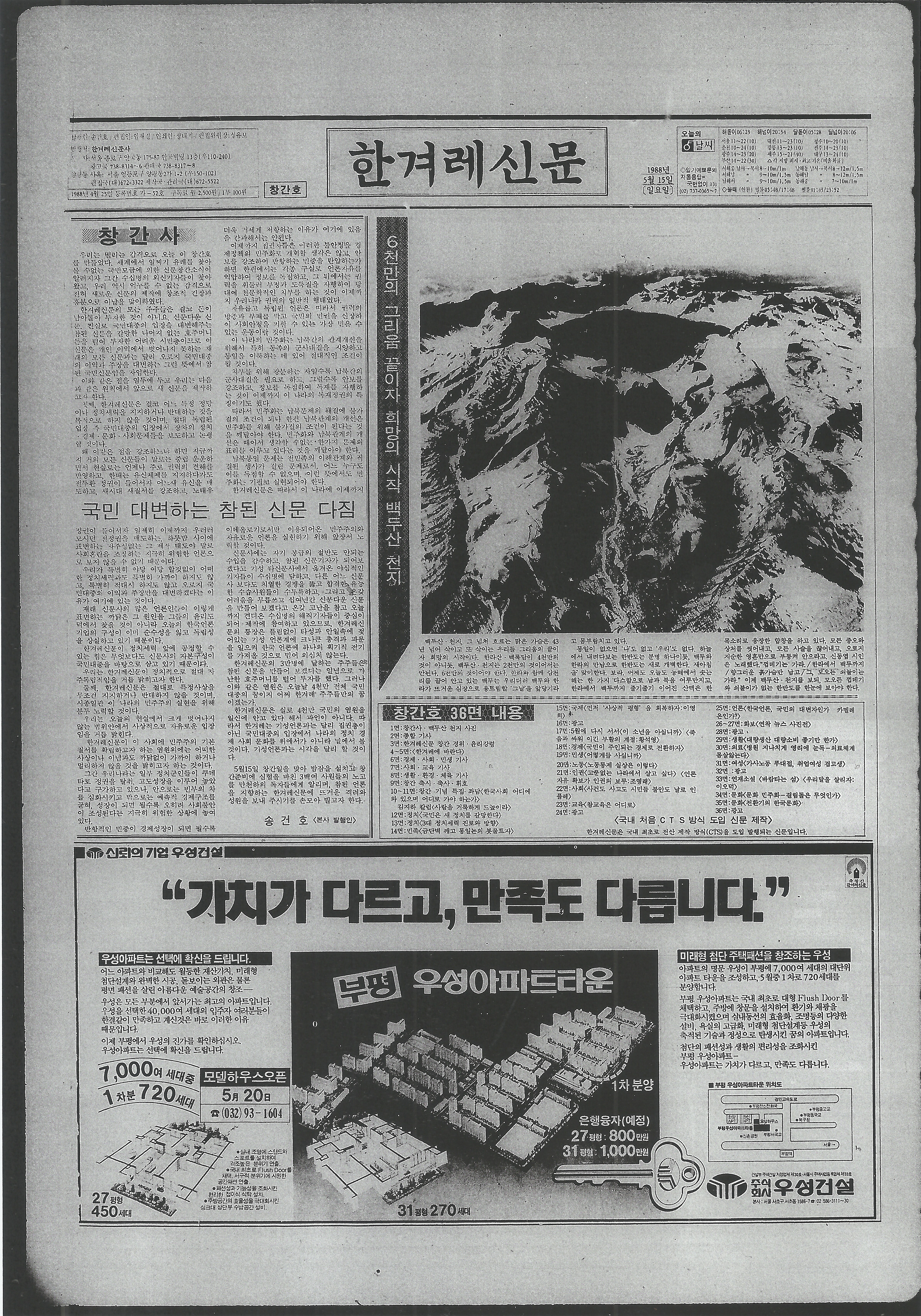
創刊号。1面には白頭山の天池の写真が掲載された。

メディアとしては世界的にも珍しい「国民株方式」によって設立、創刊された。これは国民が募金という形で出資してハンギョレ株を保有し、権力や資本（広告主）からの独立を掲げた。
漢字は一切使わないことを売り物にする。又、同紙は発刊当初から横書きを採用した。10年後には老舗の大手紙が雪崩を打って横書きを採用し、漢字をほとんど使わなくなったことを考えると、ハングル世代の立場を先取りしていたと言える。また創刊時より電算写植（CTS）を採用しているが、韓国日刊紙では初めてであった。
軍政時代、民主化を主張して職を追われた新聞記者が中心になり設立され、富川警察署性拷問事件などを契機とした反体制勢力の結束が強化され民主化運動の中で刊行された経緯から、朴正煕や白善燁などの元軍人を批判する。
創刊当初、当初は韓国政府から治安上問題があるとされ、本社が家宅捜索を受けた他、外国人が所持していたら職務質問の対象になったり、果ては2000年には韓国退役軍人により本社が襲撃される事件も発生したが、現在では全国紙として認知されている。盧泰愚（元軍人）や金泳三の保守派の政権には批判的だったが、その後、金大中、盧武鉉と続く改革・進歩派の政権では、比較的政府に好意的であった。ただし、2006年頃から迷走した盧武鉉政権には批判的で、左派の民主労働党（現・統合進歩党）に近づいていたといわれる。半面、経営は苦しく、盧武鉉政権下で成立した新聞法では、有償・無償の事業資金の支援を受けた。
2005年に日本・中国・韓国の研究者が編集した学校副教材『未来をひらく歴史』の朝鮮語版をハンギョレ新聞出版部から刊行した。盧武鉉大統領は、ハンギョレ新聞出版部から見本を取り寄せ熟読して、出版記念会に祝賀メッセージを贈り、教育部は『未来をひらく歴史』を全国の中学・高校の校長に寄贈した。さらに、教員たちも自費で購読するよう勧めており、韓国政府が総がかりで販売キャンペーンに協力したのは、左翼政権の盧武鉉支持で経営危機にある朝鮮語版の版元の左翼紙ハンギョレへの実質的な経営支援ともいわれている。
文在寅政権時代は、政権に対しては一貫して支持しており、文在寅自身もハンギョレが創刊して以降、創刊発起人、創刊委員、釜山支局長などを歴任している。一方で、政権寄りの報道に対して、若手記者が抵抗する事態も起こった。
従来、公式の日本語サイトがなかったため、有志による日本語への翻訳ブログがあり、韓国側公式サイトよりリンクが貼られていたが、公式サイトの日本語版が発足したことに伴い、2012年10月15日をもってハンギョレ・サランバンの更新は停止した。また2014年2月28日、ハフポストと提携して、ハフポストコリアにニュースを配信している。

## 論調
反共イデオロギーからの脱却、進歩志向の最左派の論調をとり、「偏狭なナショナリズムを打破する」として、1999年に時事週刊誌『ハンギョレ21』と共に、大韓民国国軍退役軍人会の反発を覚悟の上で、ベトナム戦争の韓国軍慰安婦『ライダイハン問題』を取り上げた。また、被害者の証言や当時の記録などに当たった独自の調査に基づき「ベトナム戦争参戦の一部韓国軍人が、故意にベトナム人住民を虐殺・強姦した」との論陣を張り、これに対して枯葉剤後遺症患者である韓国退役軍人会2000人が、ハンギョレに押しかけて、施設を破壊するなど暴力的な抗議行動が行われた。しかし以後、約1年間ベトナムのライダイハン連載を続けた。
京郷新聞、オーマイニュースなどとともに進歩左派媒体に縛られることもある。もちろんこれらの間にも少しずつの違いはある。例えば無条件そうではないが、ハンギョレはもう少し左派民族主義的性向がある方だ。その他福祉、平和、脱原発、環境、民主主義、労働問題など基本的な議題も扱う。
ハンギョレの論調はかつて反共主義を優先し、漢字復活を主張する保守・右派系朝鮮日報の論調とは対極をなし、ハンギョレと朝鮮日報の両紙は社説や記事などで互いを批判する関係にある。その他中央日報・東亜日報など保守系の新聞とも論調上の対立構図がある。

## 沿革
- 1987年
  - 9月1日：創刊準備委員会を構成。
  - 10月22日：題名を「ハンギョレ新聞」に決定。
  - 11月8日：ハンギョレ新聞創刊発起人3342名（後、3317名に修正）の名簿を発表。創刊基金募金活動開始、募金呼びかけの広告が主要日刊紙に掲載開始。
  - 12月14日：ハンギョレ新聞株式会社創立総会が開催。代表取締役と発行人に宋建鎬を選任。
  - 12月15日：ソウル民事地方裁判所にハンギョレ新聞株式会社創立登記。
- 1988年
  - 2月25日：創刊基金募金完了。2万7223名が50億ウォンを出資。
  - 5月5日：ハンギョレ新聞倫理綱領および倫理綱領実践要綱宣言式。
  - 5月15日：『ハンギョレ新聞』創刊号（36面、50万部）発行。日刊8面、月購読料2500ウォン。
  - 8月3日：記者たちによる編集委員長選挙（韓国言論史上初）を実施、第2代編集委員長に張潤煥を選出。
  - 10月19日：ハンギョレ新聞発展基金国民募金開始（目標100億ウォン）。
- 1989年
  - 4月12日：李泳禧論説顧問、公安合同捜査本部に連行。
  - 6月28日：発展基金国民募金完了（総額119億2千万ウォン）。
  - 7月17日：第3代編集委員長に権根述を選出。
- 1990年
  - 6月1日：紙面を8面から16面に増。
  - 7月16日：第4代編集委員長に成裕普を選出。
- 1991年
  - 4月2日：第5代編集委員長に成漢杓を選出。
  - 4月26日：代表取締役会長に宋建鎬、代表取締役社長に金命傑がそれぞれ就任。
  - 12月14日：ソウル市麻浦区孔徳洞116-25に新社屋入居。
- 1992年
  - 2月21日：駐日特派員派遣。
  - 4月6日：第6代編集委員長に成漢杓を選出。
  - 9月1日：パソコン通信「ハンギョレ新聞記事サービス」開始。
- 1993年
  - 4月9日：第7代編集委員長に金重培を選出。
  - 6月24日：第8代編集委員長に崔鶴来を選出。
  - 9月1日：紙面を16面から20面に増。
- 1994年
  - 3月16日：時事週刊誌『ハンギョレ21』創刊。
  - 3月29日：第9代編集委員長に崔鶴来を再選。
- 1995年
  - 2月25日：第10代編集委員長に尹厚相を選出。
  - 3月13日：ハンギョレ文化センター設立。
  - 4月24日：高級映画・映像専門誌『シネ21』創刊。
- 1996年
  - 4月27日：ハンギョレインターネット記事サービス開始。
  - 10月14日：題字を『ハンギョレ新聞』から『ハンギョレ』に変更。同時に週六日で28面発行に増ページ。
  - 11月29日：韓国新聞協会に加入。
- 1997年
  - 6月3日：ハンギョレ統一文化財団設立。
  - 7月30日：ハンギョレ統一文化研究所設立。

出典：한겨레역사 주요연혁（ハンギョレ歴史 主要沿革）、「ハンギョレ新聞関連年表」『不屈のハンギョレ新聞』資料編（382-388頁）